# Liebigia adenonema
Liebigia adenonema là một loài thực vật có hoa trong họ Tai voi. Loài này được Hilliard mô tả khoa học đầu tiên năm 2003 dưới danh pháp Chirita adenonema.